# Dorothee Hartinger
Dorothee Hartinger (* 2. März 1971 in Regensburg) ist eine deutsche Schauspielerin.

## Leben
Dorothee Hartinger debütierte 1991 im ersten Jahr ihres Schauspielstudiums an der Otto Falckenberg Schule (1990 bis 1993) an den Münchner Kammerspielen als „Lucie“ in Goethes Stella (Regie: Thomas Langhoff).
Neben ihrem ersten Engagement am Schauspiel Frankfurt von 1994 bis 1998 besetzte sie der Regisseur Peter Stein bei den Salzburger Festspielen 1995/96 als „Anja“ in Tschechows Der Kirschgarten und 1996/97 ebendort als „Malchen“ in Raimunds Der Alpenkönig und der Menschenfeind. 1998 erfolgte der Ruf an das Thalia Theater, Hamburg sowie als „Ophelia“ zu den Domfestspielen Bad Gandersheim in Shakespeares Hamlet (Regie: Barbara Kroeger).
Von 1999 bis 2001 wurde Hartinger von Peter Stein zu seiner monumentalen Faust-Inszenierung (alle 12.110 Verse in 23 Stunden mit Aufführungen in Hannover, Berlin, Wien) geholt und erhielt 2001 für ihr „Gretchen“ den Deutschen Kritikerpreis für Theater.
Seit 2002 ist sie Ensemblemitglied am Burgtheater, tritt in Koproduktionen an den Wiener Festwochen und den Salzburger Festspielen auf, gastiert auswärts in ihrer Traumrolle in Fräulein Else von Arthur Schnitzler (Regie: Christian Tschirner) und wirkt mit ausgewählten Texten in klassischen Musikkonzerten in Wien, Langenlois und Regensburg. Am Konservatorium Wien Privatuniversität unterrichtet sie das Fach Schauspiel. 2008 wurde ihr Porträt (von Erwin Wurm) in die Junge Porträtgalerie im großen Pausenfoyer des Burgtheaters aufgenommen.
Nachdem sie im deutschen Fernsehen bis 2007 als „Irmi Bartl“ in der Fernsehserie München 7 (Regie: Franz Xaver Bogner) zu sehen war, verkörperte sie „Rosi Specht“ in Bogners TV-Serie Der Kaiser von Schexing. 2021 in der Fernsehserie Vorstadtweiber, (5. Staffel) spielte sie eine entscheidende, wichtige Rolle, als egozentrische Designerin Okka Lamarr.
Dorothee Hartinger ist seit 2009 Mutter einer Tochter.

## Filmografie
- 1992: Löwengrube – Unschuld, Regie: Rainer Wolffhardt
- 1993: Derrick – Ein sehr trauriger Vorgang, Regie: Theodor Grädler
- 1993: Der Grenzmarchverrucker, Regie: Jochen Proske (Kinofilm)
- 1993: 71 Fragmente einer Chronologie des Zufalls, Regie: Michael Haneke (Kinofilm)
- 1993: Der Komödienstadel: Der siebte Bua (Regie: Rainer Wolffhardt)
- 1993–1994: Dr. Schwarz und Dr. Martin, Regie: Xaver Schwarzenberger
- 1994: Der König – Der Schmetterling, Regie: Theo Mezger
- 1995: Die Dreigroschenoper, Regie: Hans Hollmann / Barry Gevin
- 1996: Alle haben geschwiegen, Regie: Nobert Kückelmann
- 1997: Porträt eines Richters, Regie: Norbert Kückelmann
- 2000: Oh, du fröhliche …, Regie: Peter Weissflog
- 2001: Faust I und II, Regie: Peter Stein
- 2002: Andreas Hofer – Die Freiheit des Adlers, Regie: Xaver Schwarzenberger (Kinofilm)
- 2002: Café Meineid – Last Minute, Regie: Franz Xaver Bogner
- 2003, 2011, 2022: SOKO Kitzbühel (3 Folgen), Regie: Hans Werner, Gerald Liegel
- 2004: Baumeister Solness, Regie: Thomas Ostermeier (Fernsehaufzeichnung Burgtheater Wien)
- 2004–2006, 2012–2015: München 7, Regie: Franz Xaver Bogner (TV-Serie)
- 2006: Leo, Regie: Vivian Naefe
- 2006: Mozart Werke Ges.m.b.H, Regie: Franz Wittenbrink (Fernsehaufzeichnung Burgtheater Wien)
- 2006: Mutig in die neuen Zeiten: Nur keine Wellen, Regie: Harald Sicheritz
- 2007: Die Geschworene, Regie: Nikolaus Leytner
- 2007: Viel Lärm um nichts, Regie: Jan Bosse (Fernsehaufzeichnung Burgtheater Wien)
- 2008: Der Winzerkönig (2 Folgen), Regie: Michael Riebl
- 2008–2011: Der Kaiser von Schexing, Regie: Franz Xaver Bogner
- 2008: Die Rosenheim-Cops
- 2009: Schnell ermittelt – Ben Bogner, Regie: Michael Riebl
- 2009: Hinter blinden Fenstern, Regie: Matti Geschonneck
- 2010: SOKO Leipzig – Die Hand
- 2011: Die Rosenheim-Cops – Das letzte Rezept
- 2013: Notruf Hafenkante – Versuchungen, Regie: Jörg Schneider
- 2015: Schwarzach 23, Regie: Matthias Tiefenbacher (Fernsehserie)
- 2015: SOKO München – Boazn Blues
- 2016: München Mord – Wo bist Du, Feigling?
- 2019: Vorstadtweiber 5. Staffel
- 2020–2024: Die Chefin (durchgehende Rolle der Rita Niermeyer)
- 2023: Die Eingeborenen von Maria Blut, Regie: Lucia Biehler (Fernsehaufzeichnung Burgtheater Wien)
- 2024: Schnell ermittelt (Fernsehserie, Folge Marco Gentile)
- 2025: Robert Lembke – Wer bin ich?

## Hörspiele
- 1992: Das Gespenst von Canterville nach Oscar Wilde – Virginia – Regie: Lilian Westphal, Produktion: Bayerischer Rundfunk
- 1994: Isidor Isidor von Werner Fritsch – Irmgard Ich/Sie/Beschwörungsstimme – Regie: Norbert Schaeffer, Produktion: Südwestfunk
- 1996: Vater unser von Harald Grill – Manuela – Regie: Irene Schuck, Produktion: Norddeutscher Rundfunk / Bayerischer Rundfunk
- 1999: Träumen Androiden nach Philip K. Dick – Priss – Regie: Marina Dietz, Produktion: Bayerischer Rundfunk
- 2004: Der Mann ohne Eigenschaften. Remix nach Robert Musil – Gerda – Regie: Klaus Buhlert, Produktion: Bayerischer Rundfunk / Der Hörverlag
- 2012: Der Kopf des Vitus Bering nach Konrad Bayer – Regie: Renate Pittroff, Produktion: Österreichischer Rundfunk
- 2012: Die schönen Tage von Aranjuez von Peter Handke – Erzählerin – Regie: Harald Krewer, Produktion: Hessischer Rundfunk / Österreichischer Rundfunk
- 2013: Käfergräber von Thomas Arzt – Regie: Andreas Jungwirth, Produktion: Österreichischer Rundfunk
- 2015: Ein dickes Fell nach Heinrich Steinfest – Ginette Rubinstein – Regie: Götz Fritsch, Produktion: Österreichischer Rundfunk / Südwestrundfunk
- 2015: Zu nahe von Elisa Minth – Friedhelmine – Regie: Alice Elstner
- 2022: Antigone – Regie: Harald Krewer
- 2023: Gemeinsame Kindheit – Mayröcker/Jandl mit Philipp Hauss

## Theater
Festspiele Gmunden/St Pölten
- Der Reigen-nach A.Schnitzler / Schauspielerin-Regie: F.X. Mayr

Festspiele Reichenau
- 2011: Drei Schwestern von Anton Čechov – Natascha – Regie: Maria Happel
- 2007: Der Schwierige von Hugo von Hofmannsthal – Antoinette Hechingen – Regie: Christopher Widauer

Salzburger Festspiele
- 2006: Die Unvernünftigen sterben aus von Peter Handke – Paula Tax – Regie: Friederike Heller
- 2002: Das Maß der Dinge von Neil LaBute – Jenny – Regie: Igor Bauersima
- 1996: Der Alpenkönig und der Menschenfeind von Ferdinand Raimund – Malchen – Regie: Peter Stein
- 1995: Der Kirschgarten von Anton Čechov – Anja – Regie: Peter Stein

Burgtheater
- 2025: Der Fall McNeal von Ayad Akhtar – Stephanie Banic – Regie: Jan Bosse[2]
- 2023: Die Verwandlung – Regie: Lucia Biehler
- 2023: Sommernachtstraum – Puck – Regie: Barbara Frey
- 2023: Der Raub der Sabinerinnen – Rosa – Regie: Anita Vulesica
- 2023: Die Eingeborenen von Maria Blut – Regie: Lucia Biehler
- 2022: Das weite Land – Frau Wal – Regie: Barbara Frey
- 2021: Am Ende Licht – Regie: Lilja Ruprecht
- 2021: der Fiskus – Nele – Regie: Anita Vulesica
- 2020: Antigone – Eurydike – Regie: Lars-Ole Walburg
- 2020: Der Leichenverbrenner – Regie: Niki Habjan
- 2019: Das Zelt – Regie: Herbert Fritsch
- 2019: Edda – Regie: Thorleifur Örn Arnarsson
- 2019: Volksvernichtung – Frau Wurm – Regie: Niki Habjan
- 2018: Europa flieht nach Europa – Europa – Regie: Franz Xaver Mayr
- 2018: Mephisto – Lotte Lindenthal – Regie: Bastian Kraft
- 2017: Hamlet, Ophelia und die Anderen von Stephan Lack – Gertrud – Regie: Cornelia Rainer
- 2017: Die Komödie der Irrungen von William Shakespeare – Adriana – Regie: Herbert Fritsch
- 2016: Die Wiedervereinigung der beiden Koreas von Joël Pommerat – Regie: Peter Wittenberg
- 2016: Torquato Tasso von Johann Wolfgang Goethe
- 2015: Der eingebildete Kranke von Molière – Belinde – Regie: Herbert Fritsch
- 2015: Dosenfleisch von Ferdinand Schmalz – Beate – Regie: Carina Riedl
- 2015: Bei Einbruch der Dunkelheit von Peter Turrini – Claire – Regie: Christian Stückl
- 2014: Die lächerliche Finsternis von Wolfram Lotz – Regie: Dušan David Pařízek
- 2014: Wunschloses Unglück von Peter Handke – Maria Handke – Regie: Katie Mitchell
- 2013: König Lear von William Shakespeare – Regan – Regie: Peter Stein
- 2013: Die Tigerin von Walter Serner – Regie: Sarantos Zervoulakos
- 2013: Die Marquise von O. von Ferdinand Bruckner – Marquise – Regie: Yannis Houvardas
- 2012: Die Wand von Marlen Haushofer (Fassung: Dorothee Hartinger) – Regie: Christian Nickel
- 2012: Der Komet von Justine del Corte (Uraufführung) – Anna – Regie: Roland Schimmelpfennig, Justine del Corte
- 2012: Winterreise von Elfriede Jelinek – Regie: Stefan Bachmann
- 2011: Eine Sommernachts-Sexkomödie von Woody Allen – Adrian – Regie: Matthias Hartmann
- 2011: Die Kommune von Thomas Vinterberg – Mona – Regie: Thomas Vinterberg
- 2010: Lieber Schön von Neil LaBute (europäische Erstaufführung) – Charly – Regie: Alexandra Liedtke
- 2010: Richard II. von William Shakespeare – Königin Isabel – Regie: Claus Peymann
- 2009: Eine Familie von Tracy Letts – Karen – Regie: Alvis Hermanis
- 2008: Die Rosenkriege (gekürzte Fassung der York-Tetralogie = Heinrich VI. und Richard III.) von William Shakespeare – John Holland, Rutland, Königin Elisabeth – Regie: Stephan Kimmig
- 2007: Das Haus des Richters von Dimitré Dinev – Wera, Erzieherin – Regie: Niklaus Helbling
- 2007: Schwarze Jungfrauen von Feridun Zaimoglu / Günter Senkel – Regie: Lars-Ole Walburg
- 2006: Viel Lärm um nichts von William Shakespeare – Hero – Regie: Jan Bosse
- 2006: Die Unvernünftigen sterben aus von Peter Handke – Paula Tax – Regie: Friederike Heller
- 2006: Boulevard Sevastopol von Igor Bauersima / Réjane Desvignes (Uraufführung) – Anna – Regie: Igor Bauersima
- 2005: Der Bus (Das Zeug einer Heiligen) von Lukas Bärfuss – Erika – Regie: Thomas Langhoff
- 2005: Ernst ist das Leben (Bunbury) von Oscar Wilde (deutsche Fassung von Elfriede Jelinek nach einer Übersetzung von Karin Rausch) – Gwendolen Fairfex – Regie: Falk Richter
- 2004: Mozarts Werke Ges.m.b.H. von Franz Wittenbrink – Fabrikarbeiterin – Regie: Franz Wittenbrink
- 2004: Baumeister Solness von Henrik Ibsen – Hilde Wangel – Regie: Thomas Ostermeier
- 2004: Bérénice de Molière von Igor Bauersima – Henriette d’Angleterre – Regie: Igor Bauersima
- 2003: Bambiland von Elfriede Jelinek (Uraufführung) – Soldat – Regie: Christoph Schlingensief
- 2003: Was ihr wollt oder zwölfte Nacht von William Shakespeare – Viola – Regie: Roland Koch
- 2003: Anatol von Arthur Schnitzler – Süßes Mädel, Bianca – Regie: Luc Bondy
- 2003: Oblomow von Iwan Gontscharow – Olga – Regie: Stephan Müller
- 2003: Elektra von Hugo von Hofmannsthal – Chrysothemis – Regie: Joachim Schlömer
- 2002: Das Maß der Dinge von Neil LaBute – Jenny – Regie: Igor Bauersima
- 2002: Gilgamesch von Raoul Schrott – Shamhat – Regie: Theu Boermans
- 2002: Fräulein Else von Arthur Schnitzler – Fräulein Else – Regie: Christian Tschirner

Burgfestspiele Perchtoldsdorf
- 2005: Tartuffe von Molière – Elmire – Regie: Michael Sturminger

Faustprojekt Hannover, Berlin, Wien
- 1999–2001: Faust 1. und 2. Teil von Johann Wolfgang Goethe – Gretchen, Sirene, Rosenknospe, Elfe, Volksgemurmel, sowie im großen Umzug und im Chor der Trojanerinnen – Regie: Peter Stein
- 2000: Don Juan kommt aus dem Krieg von Ödön von Horváth – Schauspielerin etc. – Regie: Klaus Michael Grüber
- 2001: Pancomedia von Botho Strauß – Sylvia Kessel – Regie: Peter Stein

Thalia Theater Hamburg
- 1999: Der Kuß des Vergessens von Botho Strauß – Sybille – Regie: Nicolai Sykosch
- 1999: Showdown Iphigenie von Sarah Khan – Iphigenie – Regie: Ute Rauwald
- 1998: Wie es euch gefällt von William Shakespeare – Celia – Regie: Jürgen Flimm
- 1998: Die Frau vom Meer von Henrik Ibsen – Hilde – Regie: Peter Mussbach

Domfestspiele Bad Gandersheim
- 1998: Hamlet von William Shakespeare – Ophelia – Regie: Barbara Kröger

Schauspiel Frankfurt
- 1998: Wassa Schelesnowa von Maxim Gorki – Ludmilla – Regie: Peter Eschberg
- 1998: Troerinnen von Euripides – Athene – Regie: Peter Eschberg
- 1997: Peer Gynt von Henrik Ibsen – Aase – Regie: Tom Kühnel und Robert Schuster
- 1997: Der reizende Reigen von Werner Schwab – Regie: Amélie Niermeyer
- 1997: Die Glasmenagerie von Tennessee Williams – Laura – Regie: Thomas Schulte-Michels
- 1997: Zurüstungen für die Unsterblichkeit von Peter Handke – Wandererzählerin – Regie: Hans Hollmann
- 1997: Warten auf Godot von Samuel Beckett – Knabe – Regie: Tom Kühnel und Robert Schuster
- 1996: Was ihr wollt von William Shakespeare – Viola – Regie: Amélie Niermeyer
- 1996: Weismann und Rotgesicht von George Tabori – Ruthi – Regie: Jessica Steinke
- 1996: Der Theatermacher von Thomas Bernhard – Tochter – Regie: Peter Eschberg
- 1995: Der Talisman von Johann Nestroy – Salome – Regie: Peter Eschberg
- 1995: Der Prinz von Homburg von Heinrich von Kleist – Natalie – Regie: Amélie Niermeyer
- 1995: New York – New York von Marlene Streeruwitz – Lulu – Regie: Thirza Bruncken
- 1994: Krankheit oder Moderne Frauen von Elfriede Jelinek – Frau – Regie: Anselm Weber
- 1994: Geh ma halt a bisserl unter – Liederabend – Regie: Peter Lerchbaumer
- 1994: Die Dreigroschenoper von Bertolt Brecht / Kurt Weill – Lucy – Regie: Hans Hollmann
- 1994: Baumeister Solness von Henrik Ibsen – Hilde Wangel – Regie: Peter Eschberg
- 1994: Tartuffe von Molière – Marianne – Regie: Jürgen Gosch

Kammerspiele München
- 1991: Stella von Johann Wolfgang Goethe – Lucie – Regie: Thomas Langhoff

## Auszeichnungen
- 2023 Einladung zum Berliner Theatertreffen: „Die Eingeborenen von Maria Blut“
- 2019 Aufnahme in die Akademie der schönen Künste
- 2015: Einladung zum Theatertreffen Berlin mit „Die lächerliche Finsternis“
- 2006: Einladung Zum Theatertreffen Berlin mit „Viel Lärm um nichts“
- 2005: Kulturpreis Bayern der E.ON Bayern AG
- 2005: Bronzener Pinter (Wiener Theaterpreis)
- 2001: Deutscher Kritikerpreis für Theater
- 2023: Nestroy-Theaterpreis in der Kategorie Beste Nebenrolle für „Der Raub der Sabinerinnen“[3]